# TP d'Or 1997
Els premis TP d'Or 1997 foren entregats el 17 de gener de 1998 en un acte celebrat al Palau de Congressos de Madrid presentat per Jordi González i Belinda Washington i retransmès per Telecinco.
| Categoria                              | Programa                     | Persona                 | Resultat       |
| -------------------------------------- | ---------------------------- | ----------------------- | -------------- |
| Actor                                  | Médico de familia            | Emilio Aragón           | Guanyador      |
| Actor                                  | Querido maestro              | Imanol Arias            | Nominat        |
| Actor                                  | La casa de los líos          | Arturo Fernández        | Nominat        |
| Actriu                                 | Hostal Royal Manzanares      | Lina Morgan             | Guanyadora     |
| Actriu                                 | Médico de familia            | Lydia Bosch             | Nominada       |
| Actriu                                 | Médico de familia            | Luisa Martín            | Nominada       |
| Presentador                            | Crónicas Marcianas           | Javier Sardà            | Guanyador      |
| Presentador                            | Grand Prix i ¿Qué apostamos? | Ramón García            | Nominat        |
| Presentador                            | La 2 Noticias                | Lorenzo Milá            | Nominat        |
| Presentadora                           | ¡Qué me dices!               | Belinda Washington      | Guanyadora     |
| Presentadora                           | Ana                          | Ana García Lozano       | Nominada       |
| Presentadora                           | Extra Rosa                   | Ana Rosa Quintana       | Nominada       |
| Personatge Revelació                   | Crónicas Marcianas           | Martí Galindo           | Guanyador      |
| Sèrie Nacional                         | Médico de familia            | Médico de familia       | Guanyadora     |
| Sèrie Nacional                         | Hostal Royal Manzanares      | Hostal Royal Manzanares | Nominada       |
| Sèrie Nacional                         | La casa de los líos          | La casa de los líos     | Nominada       |
| Informatiu diari                       | La 2 Noticias                | La 2 Noticias           | Guanyador      |
| Programa d'actualitat i reportatges    | Caiga quien caiga            | Caiga quien caiga       | Guanyador      |
| Programa d'espectacles i entreteniment | Sorpresa ¡Sorpresa!          | Sorpresa ¡Sorpresa!     | Guanyador      |
| Concurs                                | ¿Qué apostamos?              | ¿Qué apostamos?         | Guanyador      |
| Concurs                                | La parodia nacional          | La parodia nacional     | Nominat        |
| Concurs                                | Saber y ganar                | Saber y ganar           | Nominat        |
| Magazine i Varietats                   | Crónicas Marcianas           | Crónicas Marcianas      | Guanyador      |
| Programa d'Entrevistes i debat         | Moros y cristianos           | Moros y cristianos      | Guanyador      |
| Premi Especial a tota una vida         | Florinda Chico               | Florinda Chico          | Florinda Chico |